# Jane Weaver
Jane Weaver (pronunciado / dʒeɪn ˈwiːvə(ɹ)/ Liverpool, 28 de febrero de 1972) es una cantante, compositora y guitarrista británica. 
Jane creció en Widnes, Cheshire. Durante su etapa estudiantil formó dos bandas llamadas Kill Laura (1993-1997) y Misty Dixon (2002-2004). Su carrera como solista comenzó en 1998 tras grabar el álbum Supersister. Sin embargo, este trabajo nunca fue publicado debido a que Rob Gretton, el dueño de Manchester Records, falleció. Fue en 2002 en el que su primer álbum Like An Aspen Leaf es lanzado. Seguido por Seven Day Smile (2006), Cherlokalate (2007) y The Fallen By Watchbird (2010). Los críticos comenzaron a identificar su estilo musical como folclore psicodélico. Por ejemplo, The Guardian escribió sobre su álbum de 2010: El folclore psicodélico está de regreso. Quizás haya muerto en los 70 con los hippies pero ahora se ha combinado con folktronica, y el resultado no es ni cursi, ni pretencioso como uno podría llegar a imaginar. En 2014 sale a la luz su sexto álbum The Silver Globe seguido por The Amber Light en 2015 y Modern Kosmology en 2017. En junio de 2021 Weaver regresará con un nuevo trabajo discográfico titulado Flock.
Actualmente Jane Weaver reside en Mánchester y se encuentra a cargo de su sello discográfico llamado Bird Records el cual fue fundado en 2002. Además de su carrera solista Weaver ha formado un trío musical con Razz Ullah y Peter Philipson llamado Fenella. En 2019 realizaron un álbum inspirado en la película animada Fehérlófia.

## Discografía

### Álbumes
- Flock (2021)
- Fehérlófia (2019) (By Fenella - Banda sonora, with Peter Philipson & Raz Ullah)
- Loops In The Secret Society (2019)
- Modern Kosmology (2017)
- The Amber Light (2015)
- The Silver Globe (2014)
- Le Rose De Fer/Intiaani Kesä (Banda sonora, with Pierre Ralph) (2013)
- The Watchbird Alluminate (2011)
- The Fallen By Watchbird (2010)
- Cherlokalate (2007)
- Seven Day Smile (2006)
- Like An Aspen Leaf (miniálbum) (2002)

### Singles
- Heartlow (2021)
- Slow motion (Loops variation) (2019)
- The Lightning Back (2018)
- Architect (2017)
- Don't Take My Soul/Undisputed Heavyweight Champion of My Heart (2015)
- The Amber Light (2015)
- Like an Aspen Leaf (2006)